# 和歌山平野

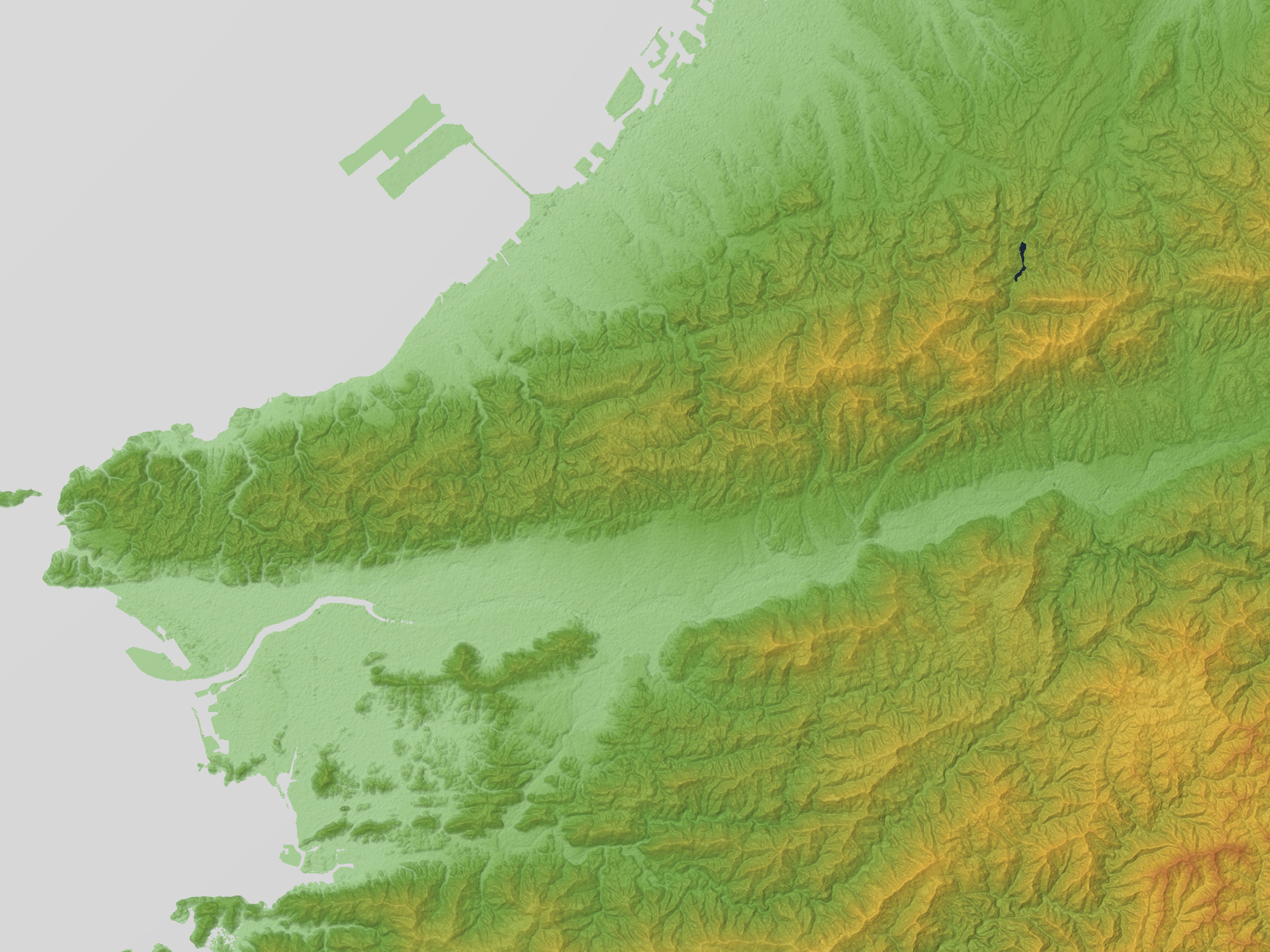
和歌山平野周辺の地形図

和歌山平野（わかやまへいや）とは、和歌山県の北西部を占める平野である。
北を和泉山脈に、南東を紀伊山地（高野山等）に囲まれ、西の和歌山湾（紀伊水道）に注ぎ込む紀の川が主要河川である。北隣には大阪平野がある。

## 成り立ち
縄文時代、現在の岩出市付近まで海があり、名草山付近は島となっていた。それが大台ヶ原を源流とする紀の川など周囲から流れ込む大量の土砂が次第に堆積し、現在の姿が形成されていった。
また、和歌山城が立っている虎伏山や和歌山県立近代美術館、和歌山県立博物館（この辺りの地名は吹上（ふきあげ）という）等を経て秋葉山に至る小さな丘（小山）は砂丘（岡山砂丘。吹上砂丘とも）であり、この砂丘の海側に並行してあと二つ砂丘があった。和歌山県庁舎がある付近の丘が海側の砂丘の名残である（付近には砂山（すなやま）という地名もある）。砂丘の上には松林が広がっており、砂丘という特別な環境故に根元の砂が雨風によって流された結果、「根上がり松」（天然記念物）と呼ばれる松が多く見られた。根上がり松は長らく親しまれてきたが、現在では枯死したものが多い。現在も、付近には吹上や砂山以外にも高松（たかまつ）や小松原（こまつばら）という地名も存在している。
なお、1922年（大正10年）に、旧和歌山大学付近（高松）の根上がり松一本が市内和歌浦の玉津島神社へ移転された。関連する学者が移転作業に関わり、枯死状態であるが境内（野外）に保存展示されている。
1400年代の地震・津波によって砂丘が破壊されたことにより、紀の川は和歌浦へ注いでいたルートから現在のルートへ変わっている。なお、旧ルートは現在も和歌川として残っており、確認することができる。
現在では臨海部に工場（日本製鉄の関西製鉄所和歌山地区・花王の和歌山工場等）が広がっており、自然の海岸（二里ヶ浜の一部が磯ノ浦として残っている）はあまり残っていない。